# Discretização
Em matemática, a discretização é o processo de transferência de funções contínuas, modelos, variáveis e equações  em contrapartes discretas. A dicotomização é o caso especial de discretização em que o número de classes discretas é 2, que pode aproximar uma variável contínua como variável binária (criando uma dicotomia para fins de modelagem , como na classificação binária). 
A discretização também está relacionada à matemática discreta e é um componente importante da computação granular. Nesse contexto, a discretização também pode se referir à modificação de granularidade de variável ou categoria, como quando múltiplas variáveis discretas são agregadas ou múltiplas categorias discretas fundidas.
Os métodos matemáticos relacionados à discretização incluem o método de Euler-Maruyama e a retenção da ordem zero.